# Данвил (Западна Вирџинија)
Данвил (енгл. Danville) град је у америчкој савезној држави Западна Вирџинија.

## Демографија
По попису из 2010. године број становника је 691, што је 141 (25,6%) становника више него 2000. године.
| Група             | 2000.       | 2010.       |
| Белци             | 546 (99,3%) | 673 (97,4%) |
| Афроамериканци    | 2 (0,4%)    | 4 (0,6%)    |
| Азијати           | 0 (0,0%)    | 2 (0,3%)    |
| Хиспаноамериканци | 0 (0,0%)    | 9 (1,3%)    |
| Укупно            | 550         | 691         |